# Serendipity (Software)
Serendipity (kurz „s9y“) ist ein PHP-basiertes Weblog-Publishing-System mit Unterstützung verschiedener Datenbankmanagementsysteme. Serendipity wird als freie Software unter einer BSD-Lizenz veröffentlicht.

## Geschichte
Serendipity wurde im Winter 2002 von Jannis Hermanns unter dem Namen jBlog gestartet. Aufgrund eines Namenskonfliktes mit einem bereits bestehenden Weblog Publishing System wurde von Sterling Hughes der Name serendipity ins Spiel gebracht. Der Vorschlag basiert auf einem Essay von Sam Ruby und der von der Schauspielerin Salma Hayek im Film Dogma gespielten Stripperin. Die Kurzform s9y ist an Kurzformen wie l10n angelehnt, wobei die Zahl 9 für die Anzahl der ausgelassenen Buchstaben steht.

## Funktionen
Serendipity ist bei seinen Anwendern insbesondere wegen der Auswahl an Plug-ins (z. B. für Podcasting, Galerien, Mehrsprachigkeit, Textile-Markup) und der Smarty-basierten Template Engine beliebt.
Des Weiteren ist ein eingebetteter Betrieb in bestehenden Webseiten möglich (Embed-Option), sowie der Betrieb mehrerer Weblogs unter der gleichen Adresse (Shared-Option).
Seit der Veröffentlichung eines Plug-ins zur Erstellung und Verwaltung von statischen Seiten kann Serendipity auch als Content-Management-System verwendet werden. Besonders geschätzt wird dabei die einfache Erstellung von Templates und die benutzerfreundliche Einrichtung neuer Seiten.